# نرلو
نرلو یک روستا در ایران است که در دهستان سنجبد شمالی واقع شده‌است. نرلو ۶۹ نفر جمعیت دارد.